# 菲斯蒂
菲斯蒂（英語：Fisty）是美國肯塔基州諾特縣一個非建制地區，據說以該處一位名叫「菲斯蒂·山姆」（Fisty Sam）的居民命名，而「Fisty」的英語讀音則與「Feisty」相同。當地位於縣治辛德曼以西約6.5英里（10.5），並鄰近550號肯塔基州州道（Kentucky Route 550）和721號肯塔基州州道（Kentucky Route 721）交叉路口，海拔為275米（902英尺）。菲斯蒂擁有一所郵政局，而其美國郵遞區號則是41743。